# Distrikt Huasmín
Der Distrikt Huasmín liegt in der Provinz Celendín in der Region Cajamarca in Nordwest-Peru. Der Distrikt wurde am 30. September 1933 gegründet. Er besitzt eine Fläche von 445 km². Beim Zensus 2017 wurden 11.279 Einwohner gezählt. Im Jahr 1993 lag die Einwohnerzahl bei 13.511, im Jahr 2007 bei 13.282. Sitz der Distriktverwaltung ist die 2528 m hoch gelegene Ortschaft Huasmín mit 264 Einwohnern (Stand 2017). Huasmín befindet sich 11,5 km westnordwestlich der Provinzhauptstadt Celendín.

## Geographische Lage
Der Distrikt Huasmín liegt in der peruanischen Westkordillere westzentral in der Provinz Celendín. Das Areal wird über den Río Las Yangas nach Osten zum Río Marañón entwässert.
Der Distrikt Huasmín grenzt im Südwesten und im Westen an die Distrikte Sorochuco, La Encañada (Provinz Cajamarca) und Bambamarca (Provinz Hualgayoc), im Norden und im Nordosten an die Distrikte Miguel Iglesias und La Libertad de Pallán sowie im Südosten an die Distrikte Celendín, José Gálvez und Sucre.

## Ortschaften
Im Distrikt gibt es neben dem Hauptort folgende größere Ortschaften:
- Chilac No. 8
- Coñicorgue
- El Tingo
- Huangashanga
- Jerez
- La Congona
- Lagunas Pedregal
- Quengorrio Bajo
- San Jose-Pampa Verde
- Santa Rosa